# Michail Sivakoŭ

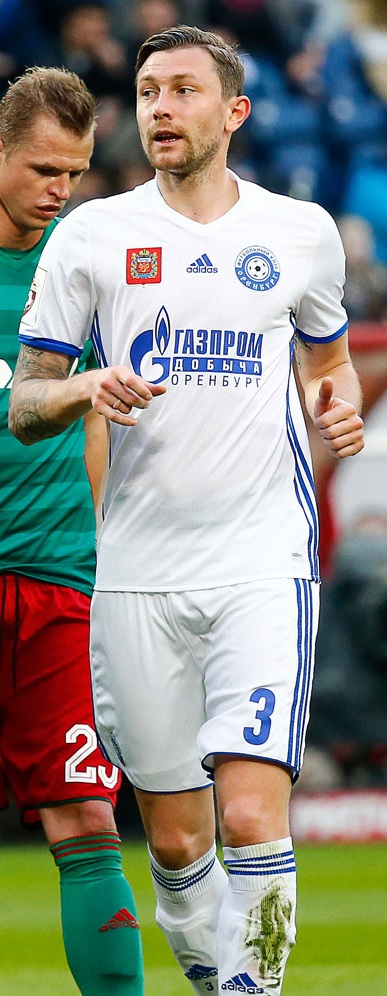
Michail Sivakoŭ.

Michail Siarhejevitj Sivakoŭ (belarusiska: Міхаі́л Сярге́евіч Сівако́ў; ryska: Михаи́л Серге́евич Сивако́в, Michail Sergejevitj Sivakov), född 16 januari 1988 i Minsk, Vitryska SSR, Sovjetunionen (nuvarande Vitryssland), är en vitrysk fotbollsspelare (mittfältare) som för närvarande spelar för ryska FC Orenburg.